# Светий Юрай (Сень)
44°55′ пн. ш. 14°55′ сх. д. / 44.92° пн. ш. 14.91° сх. д.
Светий Юрай (хорв. Sveti Juraj) — населений пункт у Хорватії, в Лицько-Сенській жупанії у складі міста Сень.

## Населення
Населення за даними перепису 2011 року становило 599 осіб.
Динаміка чисельності населення поселення:

## Клімат
Середня річна температура становить 11,28 °C, середня максимальна – 23,23 °C, а середня мінімальна – -1,14 °C. Середня річна кількість опадів – 1251 мм.
| Клімат поселення                              | Клімат поселення | Клімат поселення | Клімат поселення | Клімат поселення | Клімат поселення | Клімат поселення | Клімат поселення | Клімат поселення | Клімат поселення | Клімат поселення | Клімат поселення | Клімат поселення | Клімат поселення |
| Показник                                      | Січ.             | Лют.             | Бер.             | Квіт.            | Трав.            | Черв.            | Лип.             | Серп.            | Вер.             | Жовт.            | Лист.            | Груд.            |                  |
| Середній максимум, °C                         | 8,10             | 7,90             | 9,96             | 13,64            | 18,76            | 22,98            | 23,23            | 22,66            | 18,72            | 14,59            | 9,90             | 7,47             |                  |
| Середня температура, °C                       | 3,57             | 3,38             | 5,44             | 9,11             | 14,23            | 18,46            | 20,67            | 20,10            | 16,15            | 12,03            | 7,32             | 4,90             |                  |
| Середній мінімум, °C                          | −0,96            | −1,14            | 0,90             | 4,62             | 9,72             | 13,94            | 18,10            | 17,53            | 13,59            | 9,45             | 4,76             | 2,33             |                  |
| Норма опадів, мм                              | 94               | 87               | 88               | 94               | 88               | 96               | 60               | 80               | 129              | 149              | 159              | 127              |                  |
| Середньомісячна швидкість вітру, м/с          | 3.30             | 3.40             | 3.44             | 3.22             | 2.92             | 2.74             | 2.70             | 2.73             | 2.92             | 3.20             | 3.63             | 3.63             |                  |
| Середньомісячна сонячна радіація, кДж/м²·день | 4544             | 7370             | 10717            | 15355            | 19670            | 21239            | 23185            | 19937            | 14593            | 9447             | 4995             | 3912             |                  |
| --------------------------------------------- | ---------------- | ---------------- | ---------------- | ---------------- | ---------------- | ---------------- | ---------------- | ---------------- | ---------------- | ---------------- | ---------------- | ---------------- | ---------------- |
| Джерело:                                      |                  |                  |                  |                  |                  |                  |                  |                  |                  |                  |                  |                  |                  |